# Bulborhodopis barbicornis
Bulborhodopis barbicornis är en skalbaggsart som beskrevs av Stefan von Breuning 1948. Bulborhodopis barbicornis ingår i släktet Bulborhodopis och familjen långhorningar. Inga underarter finns listade i Catalogue of Life.